# رمال بين الأصابع (مسلسل)
رمال بين الأصابع- مسلسل لبناني تم انتاجه عام 1977م، من قصة وسيناريو وحوار جورج أنيس خاطر، ومن إخراج حسيب يوسف.

## قصة المسلسل وأحداثه
يدور المسلسل حول قصة الأخوين (باسل) و(طلال) حيث تتهم الأم زوجها بالإفراط في تدليل (باسم) على حساب أخيه الضرير (طلال) الذي يعاني في حياته كثيراً بسبب فقدانه لبصره وعدم أهتمام (باسم) به وتتوالى الأحداث ومعاناة (طلال).

## طاقم العمل
شارك في مسلسل "رمال بين الأصابع" مجموعة من الممثلين اللبنانين أسماؤهم:
- إحسان صادق
- سميرة بارودي
- أديب الحافظ
- ليلى كرم
- علي عبد العزيز
- بشير هواري
- مازن القبج
- ماجد أفيوني
- جورج (وليد) أنيس خاطر
- جورجيت النابلسي
- جوزيف نانو
- شفيق حسن
- زياد مكوك.
- أكرم أبو الراغب
- علي عليان
- عبد الكريم عمر
- عبد الكريم قواسمي
- أشرف أباظة.
- سامي مقصود.
- موسى عمار.
- محمد سلمان.
- فؤاد الشوملي
- يوسف يوسف
- موريس موصللي
- حسيب يوسف